# Fani bend
Fani bend je rok grupa, koju je osnovao pevač i gitarista Zoran Simić Fani oktobra 1980. u Paraćinu. Pored njega, u prvoj postavi, svirali su još Dejan Grujić Gruja (bas gitara) i Nebojša Jovanović Nenac (bubnjevi). Dana 16. januara 1981. imali su prvi javni nastup. Svirali su na jagodinskoj gitarijadi, a iste te godine imali su i prvi samostalni rok koncert u Paraćinu. Fani je od početka bio glavni tekstopisac i kompozitor ovog sastava.
Kroz bend je prošlo mnogo ljudi, a jedan od najvažnijih Fanijevih saradnika bio je Nenad Jelisavčić Pitomac koji je nekad svirao ritam gitaru dok je veoma često na živim nastupima izvodio deo repertoara kao glavni pevač. U bend je došao 1987. godine.

## Studijske aktivnosti i najveći koncertni uspeh
- 1991. Fani bend ulazi u studio i snima prvi album koji je nazvan Duh.
- 1992. objavljen je zvanično i važi za prvo paraćinsko muzičko izdanje u domenu rok muzike.
- 1994. Fani bend snima drugi album Radio Long Play, a 1997. na 31. zaječarskoj gitarijadi dobija specijalnu nagradu stručnog žirija.
- 1998. snimaju singl pod nazivom Znak. Na tom singlu, pored naslovne pesme Znak, našla se i pesma Kraj.

Iako je ovaj bend oduvek bio koncertno aktivan, medijsku i finansijsku podršku nije imao, te je tako, nažalost, izostala i adekvatna promocija koja bi mu obezbedila prodor do šire publike u Srbiji. Naravno, za tako nešto, pre svega, potrebno je i snimanje spota koji je početna osnova za propagandni materijal za svaki rok bend ali iako je ova grupa početkom devedesetih godina prošloga veka snimala materijal za muzički video, do konačne finalizacije tada nije došlo jer je u to vreme sve to bilo previše skupo za jedan sastav koji se brinuo sam o sebi.

## Spotovi
Tek 2009. bend konačno dobija svoj prvi spot u karijeri.
U leto te godine Branko Radaković Bane im je snimio materijal za muzički video za pesmu Zvona zvone i u jesen ga izmontirao, a 2010. izmontirao je još jedan — ovog puta za pesmu Znak, a takođe se sastoji najvećim delom iz već pomenutih snimaka nastalih početkom devedesetih koji su i bili planirani za spot. Nažalost, oba završena spota doživela su istu sudbinu kao i mnogi spotovi grupe Argus (osnovao ju je u Paraćinu već pomenuti autor Bane koji je sam radio i većinu spotova za svoj bend). Većina TV stanica je ignorisala te spotove, a čak ga ni emisije koje su se bavile promocijom rok muzike nisu emitovale. Poneke manje TV stanice su ga ipak prikazale.

## Film i odlazak jednog od članova
Prvi dugometražni dokumentarni film Branka Radakovića Bilo jednom u Paraćinu koji je završen 2011. govori, između ostalog, i o Fani bendu.
Dana 15. januara 2012. Nenad Jelisavčić Pitomac preminuo je u 46. godini.
Fani bend je do danas ostao koncertno aktivan i nastupa i dalje po mnogim važnim grupnim koncertima u Paraćinu.

## Diskografija

### Albumi
- Duh (1992)
- (1994)

### Singl
- Znak (1994)

## Spoljašnje veze
- Fani bend
- Film Branka Radakovića na Bedlocs-u
- Dokumentarac o paraćinskim pankerima na Beldocsu[мртва веза]
- Bata Petrović o Radakovićevom filmu